# Chlamydera
Chlamydera Gould, 1837 è un genere di uccelli passeriformi della famiglia Ptilonorhynchidae.

## Etimologia

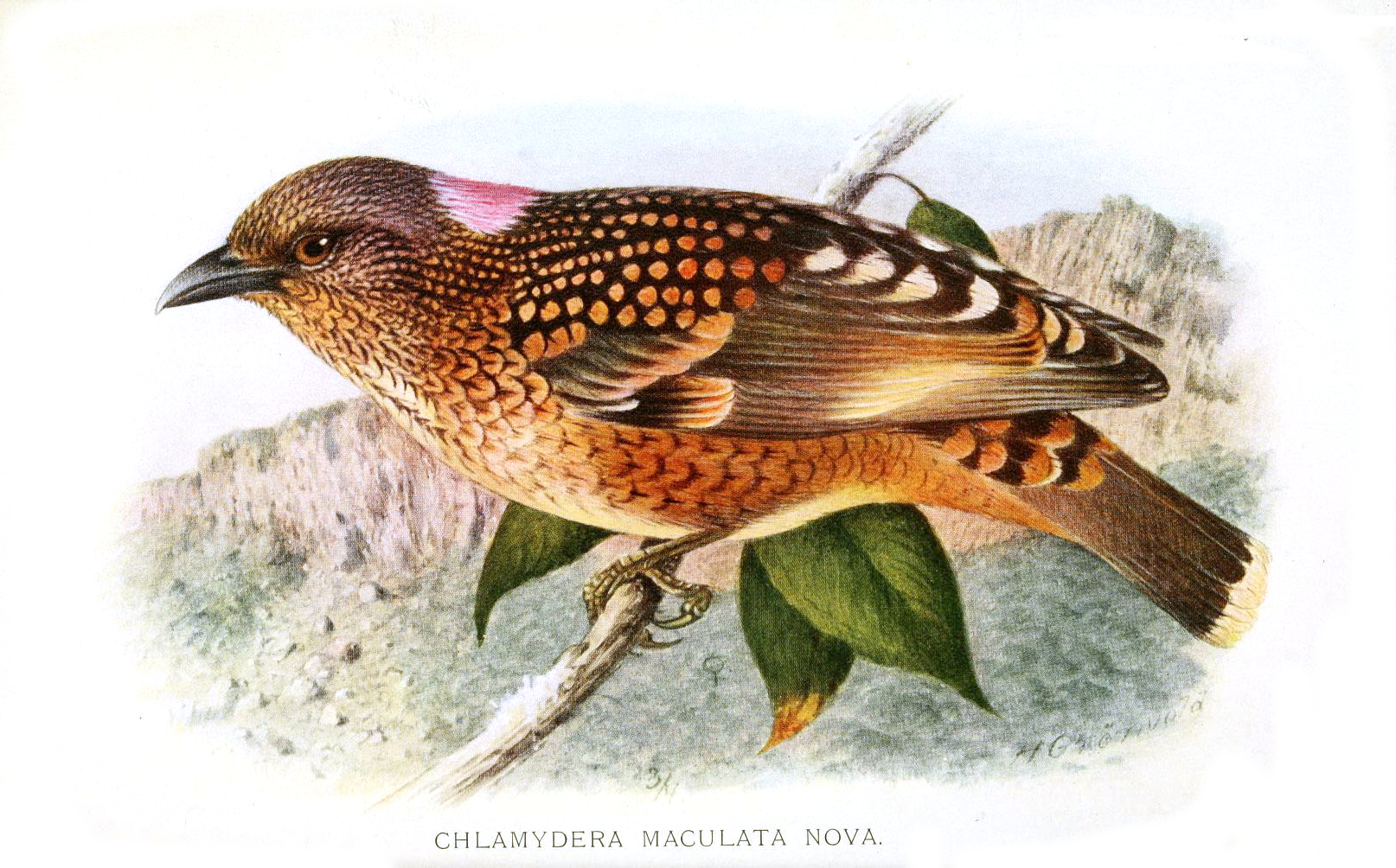
Maschio di C. maculata.

Il nome scientifico del genere, Chlamydera, deriva dall'unione delle parole greche χλαμυς (khlamys/khlamus, "clamide") e δερα (dera, "collo"), col significato di "dalla clamide sul collo", in riferimento alla conformazione delle penne dei maschi.

## Descrizione

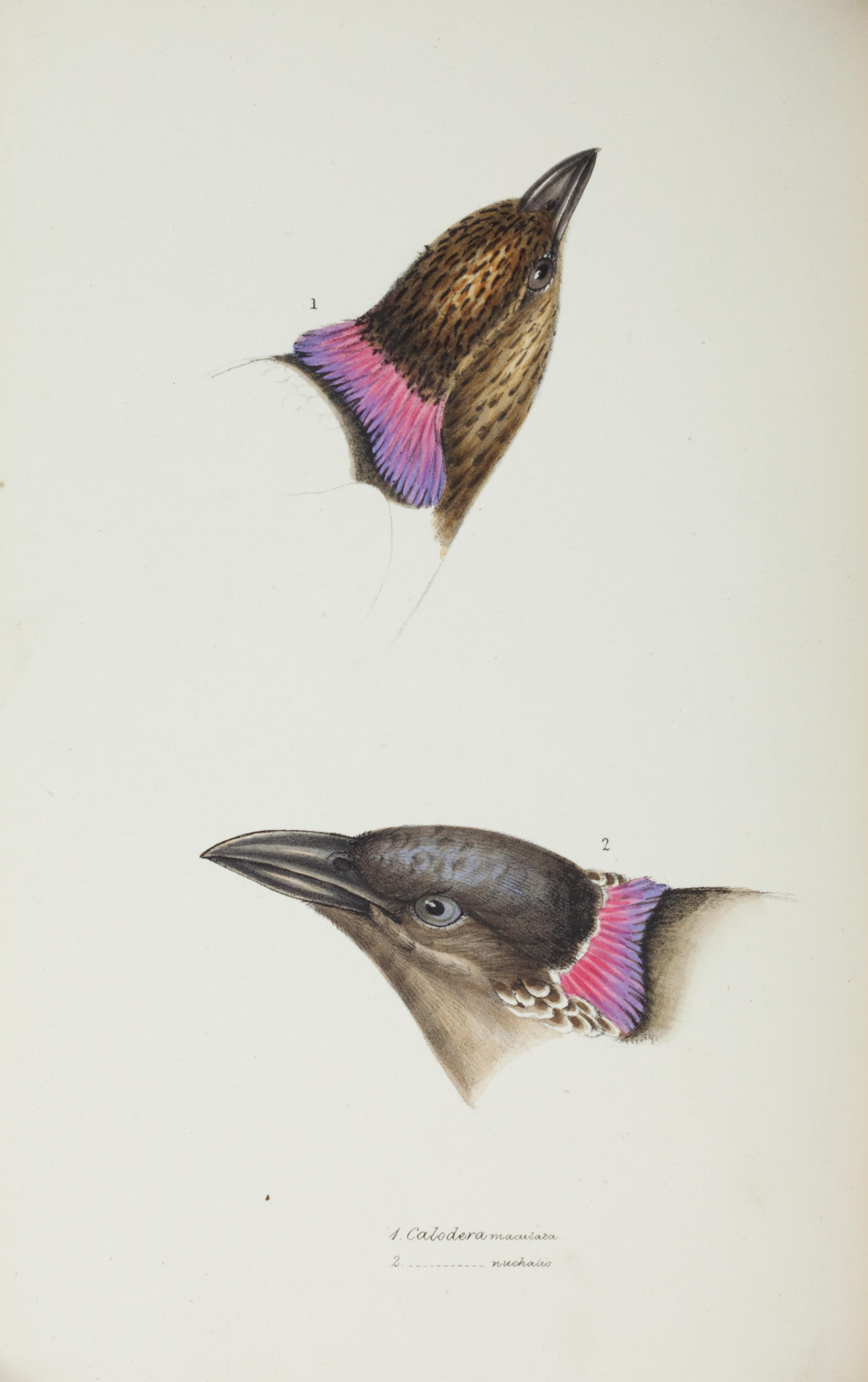
In alto C. maculata
In basso C. nuchalis.

Al genere vengono ascritti uccelli di medie dimensioni (27-35 cm, con l'uccello giardiniere maggiore che rappresenta la specie di uccello giardiniere di maggiori dimensioni) dall'aspetto massiccio ma slanciato con piccola testa arrotondata, collo allungato e robusto, ali digitate, zampe forti e allungate e coda piuttosto lunga, sottile e dall'estremità squadrata.
Il piumaggio è generalmente sobrio, dominato dalle tonalità del grigio o del bruno su testa e area dorsale e più chiaro (biancastro o giallino) su petto e ventre: i maschi presentano penne della nuca leggermente allungate e di colore vivido, al quale il genere deve il proprio nome scientifico.

## Biologia
Le specie del genere Chlamydera presentano abitudini di vita diurne e piuttosto terricole (sebbene siano tutte in grado di volare), passando gran parte della giornata al suolo o fra i rami degli arbusti alla ricerca di cibo (costituito da frutta e piccoli animali in egual misura): si tratta di uccelli che possono riunirsi in piccoli stormi durante i mesi invernali, sebbene i maschi adulti siano più solitari, divenendo territoriali quando sono in amore.

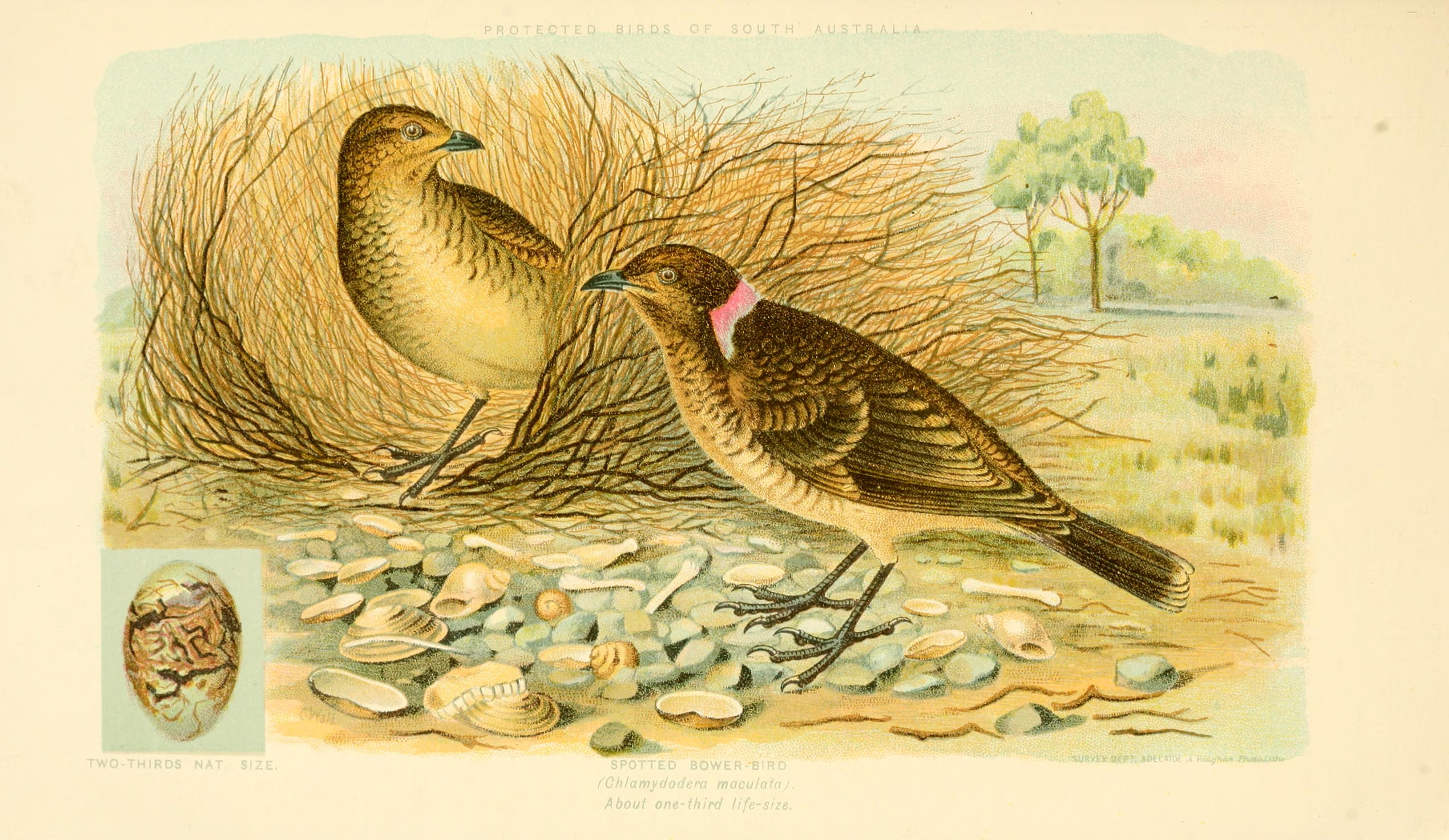
Corteggiamento in C. maculata.

I maschi di clamidera costruiscono al suolo delle voluminose costruzioni a vialetto, piantando rametti in due file parallele ed utilizzandoli anche per tappezzare il pavimento del pergolato: nello spiazzo circostante, essi hanno inoltre cura di posizionare oggetti luccicanti e colorati, che servono ad impressionare le femmine (il maschio se ne serve anche durante il corteggiamento, tenendone uno nel becco durante la parata nuziale) che sopraggiungono attratte dai loro richiami.
Dopo l'accoppiamento, il maschio e la femmina si separano, col primo che ricomincia a vocalizzare per richiamare altre potenziali partner (si tratta infatti di animali poligini) e la seconda che si fa carico in totale solitudine della costruzione del nido, della cova e dell'allevamento della prole.

## Distribuzione e habitat
Le specie ascritte al genere popolano ambedue le sponde dello stretto di Torres, con due specie che popolano la foresta pluviale della Nuova Guinea centrale e meridionale e tre che vivono invece nella boscaglia dell'Australia centro-settentrionale.

## Tassonomia
Al genere vengono ascritte cinque specie:
- Genere Chlamydera
  - Chlamydera guttata Gould, 1862 - uccello giardiniere occidentale
  - Chlamydera nuchalis (Jardine & Selby, 1830) - uccello giardiniere maggiore
  - Chlamydera maculata (Gould, 1837) - uccello giardiniere macchiato
  - Chlamydera lauterbachi Reichenow, 1897 - uccello giardiniere pettogiallo
  - Chlamydera cerviniventris Gould, 1850 - uccello giardiniere pettofulvo

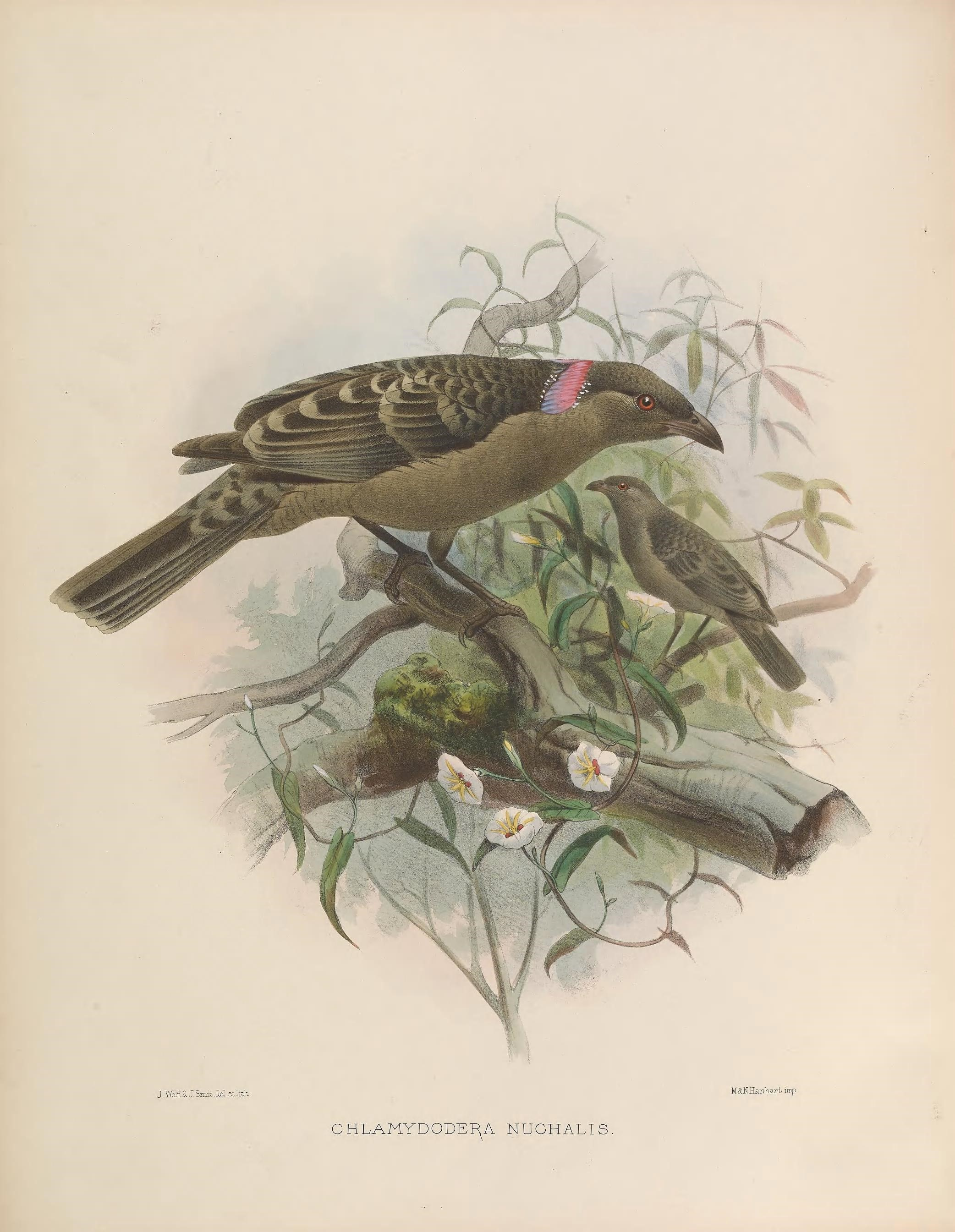
C. nuchalis.
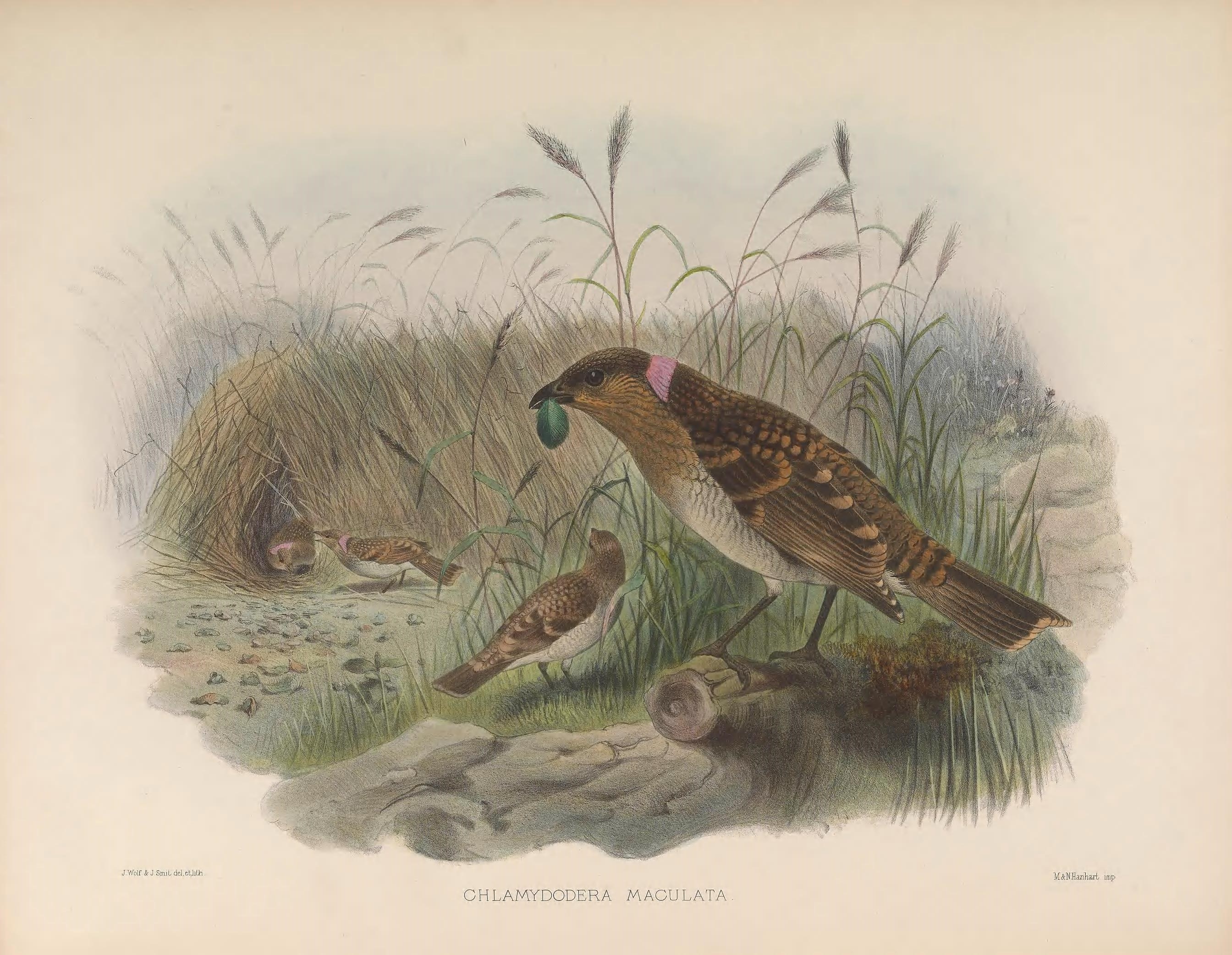
C. maculata.
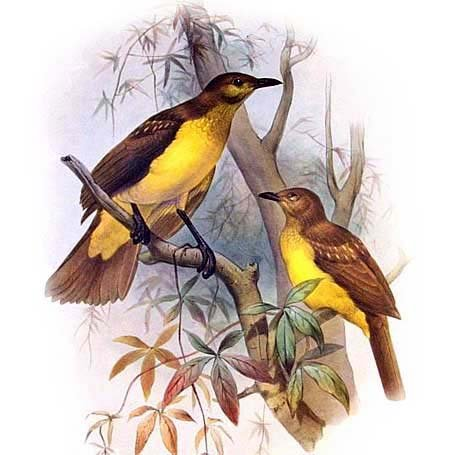
C. lauterbachi.
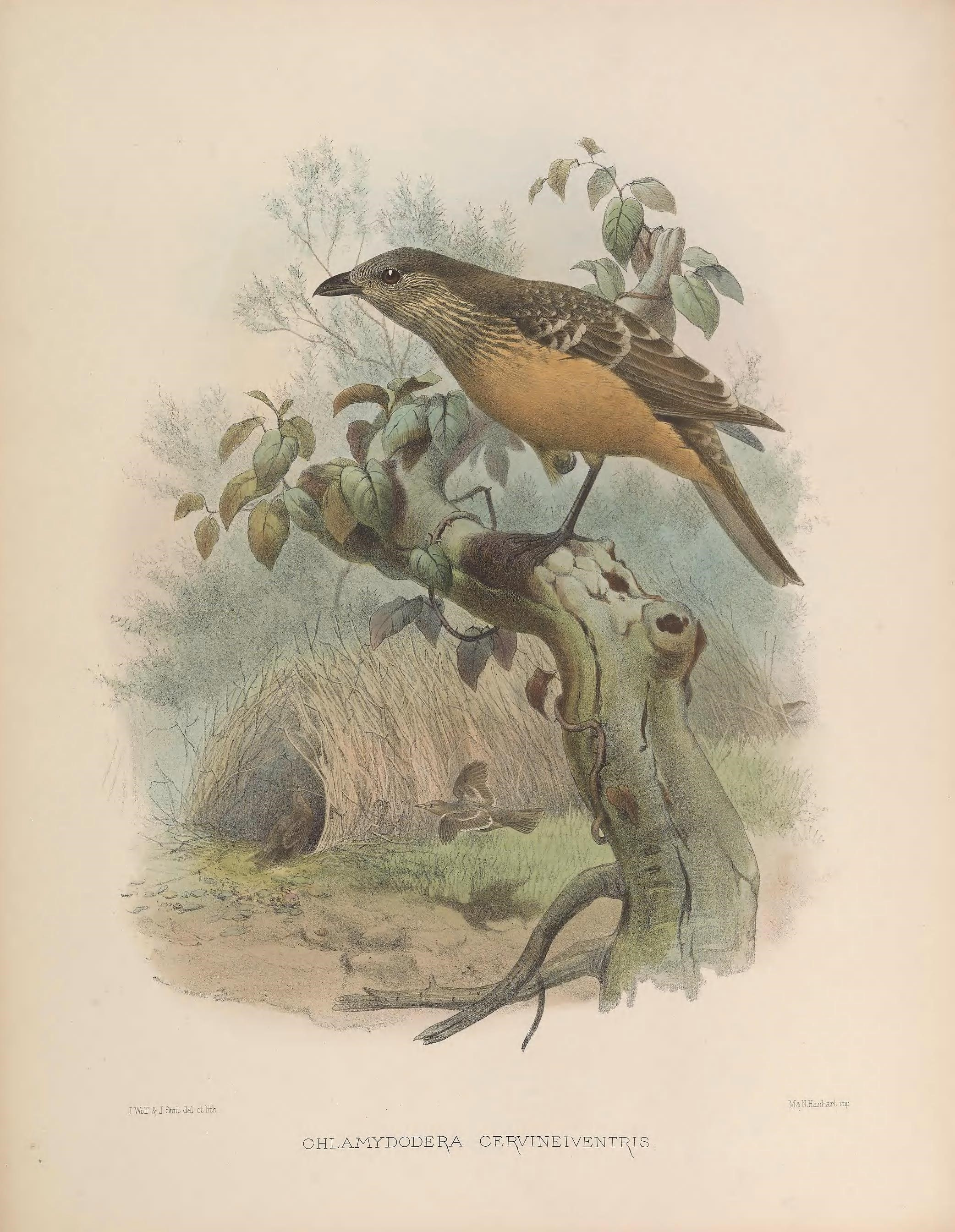
C. cerviniventris.

In seno alla famiglia Ptilonorhynchidae, il genere Chlamydera forma un clade con Ptilonorhynchus (del quale è un sister taxon) e Sericulus.